# VKontakte
VKontakte (abbreviato VK; in russo ВКонтакте?, lett. "InContatto") è la maggiore rete sociale in Russia e in tutta la CSI; è stata fondata dal programmatore russo Pavel Durov nel 2006. Nel gennaio del 2014 ha raggiunto i 210 milioni di utenti registrati.
Secondo le fonti e i dati raccolti da Alexa.com, VK è il sito più popolare della Russia. Secondo la società informatica SimilarWeb, ad oggi, VK è tra i 50 siti più popolari al mondo.

## Storia

### 2006 - Nascita
Il sito, in origine è stato creato come una rete sociale web di studenti russi. Solo in seguito è divenuto mezzo di comunicazione universale per i gruppi sociali di ogni fascia d'età. Messo in linea nel settembre 2006, VKontakte ha cambiato nome in VK nel gennaio 2012, per facilitare la memorizzazione e la digitazione dell'URL (vk.com anziché vkontakte.ru) nei dispositivi mobili.

### 2007 - Crescita
La rapida crescita di popolarità della risorsa portò a grande interesse da parte degli investitori, che videro nel sito una fonte di affari. È stato segnalato che solo nel gennaio 2007 tre investitori fecero offerte per acquistare il progetto, ma vennero tutte e tre rifiutate.
A metà febbraio, citando i dati Alexa.com, il sito si descrisse come il secondo servizio di rete sociale per diffusione in Russia. Nello stesso periodo il sito fu vittima di un attacco informatico, che lo rese instabile nel giro di pochi giorni. Il 23 febbraio, gli amministratori del sito riuscirono a creare un sistema affidabile per prevenire gli attacchi.
Il 26 febbraio venne annunciata la registrazione di un centinaio di migliaia di utenti nel sito. Fino ai primi di aprile, secondo Pavel Durov, il numero di utenti raddoppiò, e il sito stesso, secondo Alexa.com, era entrato nella top20 dei siti più popolari in Russia.
Il 9 maggio è stato annunciato che il sito, entrato nella "top 10" dei siti più visitati in Russia e il numero di utenti registrati aveva superato le 400 000 persone. Il 19 giugno fu annunciato un test eseguito sulle sorgenti video, e dal 7 luglio fu possibile caricare sul sito i propri video, così da renderli pubblici e accessibili a tutti gli utenti. Il 17 luglio il numero degli utenti iscritti superò il milione. Alla fine di dicembre VK lanciò una versione light del sito per dispositivi mobili. Alla fine dell'anno, tra tutti i siti della Russia VK fu leader nel numero di pagine visitate (fino a 330 milioni al giorno). Per popolarità guadagnò il secondo posto.

### 2009 - Il dominio in Russia
Nel gennaio 2009 il sito diventa il più popolare in Russia e, ad aprile, supera i 14,3 milioni di singoli utenti. Il 4 agosto 2009 si diffonde la notizia circa l'invasione di vkontakte.ru da parte di un trojan che, attraverso la tecnica del phishing, inganna più di 130 000 utenti reindirizzandoli in un sito dalla grafica simile e rubando loro le password di accesso.

### 2013 - La collaborazione con Snowden
All'inizio del mese di novembre 2013, molti media occidentali hanno diffuso, attribuendo ad esse attendibilità, indiscrezioni secondo le quali Edward Snowden, implicato nel Datagate e riparato in Russia per motivi giudiziari, avrebbe iniziato a collaborare al sito, forse per il rafforzamento della sicurezza. Qualche fonte si è spinta a dare per certa l'assunzione.
In effetti VK aveva in precedenza rivolto una sorta di pubblica offerta al tecnico statunitense, e si erano anche fatte date per l'inizio della collaborazione, in più la notizia era stata confermata anche dai legali di Snowden. Da ultimo, a metà ottobre Durov stesso ancora esprimeva pubblica solidarietà a Snowden proprio in occasione di commenti circa la sicurezza di Facebook, che le rivelazioni di Snowden avevano posto in posizione di discreto imbarazzo. La notizia è stata infine smentita da Durov in un'intervista a TechCrunch.

### 2014 - L'abbandono del fondatore e l'attuale proprietà
A causa di ingerenze politiche da parte di collaboratori vicini al presidente russo Vladimir Putin, l'amministratore delegato e fondatore della compagnia Pavel Durov decide, così come riferisce l'agenzia di stampa russa Interfax, di abbandonarla il 21 marzo 2014 per poi rendere un mese più tardi le sue dimissioni, già ritirate pubblicamente in maniera informale il 3 aprile, irrevocabili. Col suo licenziamento la società è rimasta sotto il controllo di Igor' Sečin, già amministratore delegato della società petrolifera Rosneft, e Ališer Usmanov, proprietario di Mail.ru; quest'ultimo, dopo una vertenza legale, ha rilevato la quota azionaria (48%) del primo diventandone il principale controllore.
L'ultimo post del fondatore sulla sua pagina ufficiale, infatti, risale al 3 aprile 2014.
Nel 2021 la banca di Stato Gazprombank insieme alla compagnia di assicurazioni Sogaz acquisiscono il controllo di VKontakte. 

## Lingue
VK è disponibile, al 12 aprile 2017, in oltre 70 lingue, tra cui: inglese, russo, ucraino, spagnolo, portoghese, tedesco, francese, italiano, olandese/nederlandese, azero, cinese, mongolo, polacco, ungherese, danese, svedese, norvegese, sloveno, serbo, bosniaco, bulgaro, finlandese, estone, lettone, lituano, greco, albanese, rumeno, ceco, coreano, giapponese, tamil, indonesiano, tagalog, thailandese, vietnamita, bielorusso, armeno, turkmeno, tagico.

## Vicende legali
Il 18 novembre 2013, il dominio internet di VK viene reso inaccessibile dall'Italia per effetto di un provvedimento della procura di Roma a seguito della denuncia da parte di Medusa Film per violazione di copyright; in seguito, il collegamento al sito è stato riattivato.

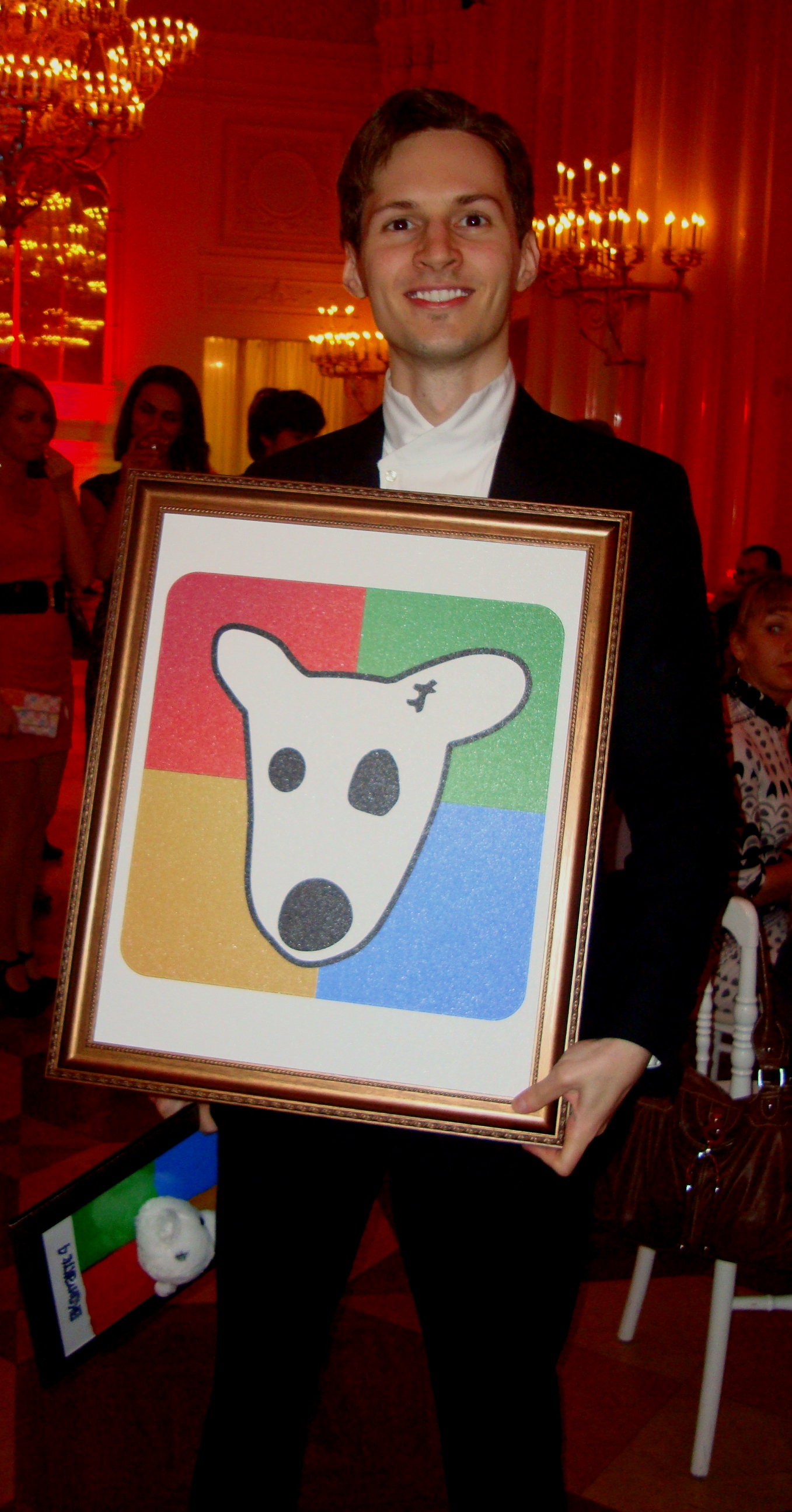
Pavel Durov, fondatore di VK, al suo 26º compleanno

## Popolarità
Secondo i dati raccolti da Alexa.com VK è il sito più popolare della Russia e dell'Ucraina, il secondo in Kazakistan e il terzo in Bielorussia. Ad aprile 2021 VK dichiara di avere circa 650 milioni di utenti registrati. Secondo SimilarWeb, VK è al 15º posto tra i siti più popolari al mondo.